# シンピウィ・ベトイェカ
シンピウェ・ベチェカ（Simpiwe Vetyeka、1980年12月24日 - ）は、南アフリカ共和国のプロボクサー。東ケープ州ダンカン・ビレッジ出身。元WBA世界フェザー級スーパー王者。

## 来歴
2002年1月11日にプロデビュー。
2007年5月3日、全勝のままWBC世界バンタム級王者の長谷川穂積に挑戦するも、3-0の判定負けで王座獲得ならず。
2011年7月2日、WBCインターナショナルスーパーバンタム級王者ジョバンニ・カロと対戦し3者ともに4ポイント差が付く12回3-0（3者ともに116-112）の判定勝ちを収め王座獲得に成功した。またこの試合はWBC世界スーパーバンタム級王座挑戦者決定戦も兼ねておりこの勝利でベチェカは当時正規王者だった西岡利晃への挑戦権を獲得した。
2013年12月6日、オーストラリア・西オーストラリア州パースのメトロシティでWBA世界フェザー級スーパー王者クリス・ジョンと対戦し、ジョンの6回終了時棄権によりWBAスーパー王座獲得、IBO王座初防衛に成功した。クリス・ジョンはこの試合で引退をした。
2013年12月12日、WBAがWBA世界フェザー級正規王者のニコラス・ウォータースとの間で120日以内(2014年4月5日まで)に王座統一戦を行うよう指令を出した。
2014年2月22日、マカオにあるザ・ベネチアン・マカオ内コタイ・アリーナで、元WBA世界スーパーバンタム級王者下田昭文と対戦する予定だったが、WBAがベトイェカに対し、WBA世界フェザー級正規王者のニコラス・ウォータースとのWBA世界フェザー級王座統一戦を優先するよう指令を出した為、下田昭文戦は中止となった。
2014年5月31日、マカオにあるザ・ベネチアン・マカオ内コタイ・アリーナで元世界4階級制覇王者でWBA世界フェザー級2位のノニト・ドネアと対戦するが、初回にドネアがバッティングで負傷しこの傷が原因で試合続行が不可能となり4回負傷判定負けでWBAスーパー王座の初防衛に失敗し王座から陥落した。

## 戦績
- プロボクシング：37戦 30勝 (18KO) 7敗

| 戦           | 日付           | 勝敗 | 時間     | 内容         | 対戦相手                         | 国籍             | 備考                                               |
| ------------ | -------------- | ---- | -------- | ------------ | -------------------------------- | ---------------- | -------------------------------------------------- |
| 1            | 2002年1月11日  | ☆    | 4R       | 判定         | ルンディ・ルボッチ               | 南アフリカ共和国 | プロデビュー戦                                     |
| 2            | 2002年3月24日  | ☆    | 4R       | TKO          | ムシテリ・グサラタナ             | 南アフリカ共和国 |                                                    |
| 3            | 2002年8月18日  | ☆    | 3R       | KO           | シセンビル・マングウェニ         | 南アフリカ共和国 |                                                    |
| 4            | 2002年11月30日 | ☆    | 3R       | TKO          | ヨンガマ・ジェジル               | 南アフリカ共和国 |                                                    |
| 5            | 2002年12月14日 | ☆    | 2R       | KO           | フィリップ・ステル               | 南アフリカ共和国 |                                                    |
| 6            | 2003年4月5日   | ☆    | 2R       | KO           | ムルンギセレリ・ジャンベラ       | 南アフリカ共和国 |                                                    |
| 7            | 2003年12月6日  | ☆    | 8R       | 判定         | シヤブレラ・ジクラ               | 南アフリカ共和国 |                                                    |
| 8            | 2004年2月21日  | ☆    | 6R       | 判定         | ジリンディル・カファティ         | 南アフリカ共和国 |                                                    |
| 9            | 2004年7月31日  | ☆    | 6R       | 判定         | ボニル・ヌシンガヌ               | 南アフリカ共和国 |                                                    |
| 10           | 2004年10月23日 | ☆    | 6R       | 判定         | ムジンフル・ファンデ             | 南アフリカ共和国 |                                                    |
| 11           | 2005年2月4日   | ☆    | 12R      | 判定 3-0     | フリル・マケバ                   | 南アフリカ共和国 | 南アフリカバンタム級タイトルマッチ                 |
| 12           | 2005年5月6日   | ☆    | 7R 2:02  | TKO          | ルサンド・マコロ                 | 南アフリカ共和国 | 南アフリカ防衛1                                    |
| 13           | 2005年8月5日   | ☆    | 7R 2:35  | TKO          | サフムジ・ボンワナ               | 南アフリカ共和国 | 南アフリカ防衛2                                    |
| 14           | 2005年12月2日  | ☆    | 8R 1:46  | TKO          | ウェンディー・マッケンジー       | 南アフリカ共和国 | 南アフリカ防衛3                                    |
| 15           | 2006年7月7日   | ☆    | 12R      | 判定 3-0     | シヤボンガ・ニャンガ             | 南アフリカ共和国 | 南アフリカ防衛4                                    |
| 16           | 2006年12月9日  | ☆    | 4R 0:46  | TKO          | サフムジ・ボンワナ               | 南アフリカ共和国 | 南アフリカ防衛5                                    |
| 17           | 2007年5月3日   | ★    | 12R      | 判定 0-3     | 長谷川穂積（千里馬神戸）         | 日本             | WBC世界バンタム級タイトルマッチ                    |
| 18           | 2007年8月31日  | ☆    | 2R 0:46  | TKO          | エベニーザー・ツマネ             | 南アフリカ共和国 | 南アフリカ防衛6                                    |
| 19           | 2007年12月14日 | ☆    | 8R 1:22  | TKO          | ルババロ・ムスス                 | 南アフリカ共和国 | 南アフリカ防衛7                                    |
| 20           | 2008年4月12日  | ☆    | 12R      | 判定 3-0     | ヌクベラ・グワセラ               | 南アフリカ共和国 | 南アフリカ防衛8                                    |
| 21           | 2008年8月16日  | ☆    | 8R 2:27  | TKO          | ヌコシナティ・ツィナベ           | 南アフリカ共和国 | 南アフリカ防衛9                                    |
| 22           | 2009年7月11日  | ☆    | 12R      | 判定 3-0     | エリック・バルセロナ             | フィリピン       | IBO世界バンタム級王座決定戦                        |
| 23           | 2011年2月25日  | ☆    | 3R 2:32  | KO           | ロベルト・カルロス・レイバ       | メキシコ         |                                                    |
| 24           | 2011年7月2日   | ☆    | 12R      | 判定 3-0     | ジョバンニ・カロ                 | メキシコ         | WBCインターナショナルスーパーバンタム級王座決定戦  |
| 25           | 2012年6月4日   | ★    | 8R       | 判定 1-2     | クラース・ムボヤネ               | 南アフリカ共和国 |                                                    |
| 26           | 2012年12月14日 | ☆    | 4R       | KO           | シブシソ・フマロ                 | 南アフリカ共和国 |                                                    |
| 27           | 2013年4月14日  | ☆    | 12R 2:12 | TKO          | ダウド・ヨルダン                 | インドネシア     | IBO世界フェザー級タイトルマッチ                    |
| 28           | 2013年12月6日  | ☆    | 6R 終了  | TKO          | クリス・ジョン                   | インドネシア     | WBA・IBO世界フェザー級王座統一戦 WBA獲得・IBO防衛1 |
| 29           | 2014年5月31日  | ★    | 5R 0:01  | 負傷判定 0-3 | ノニト・ドネア                   | フィリピン       | WBA陥落                                            |
| 30           | 2014年12月12日 | ☆    | 12R      | 判定 3-0     | アルツーロ・サントス・レイジェス | メキシコ         | WBAインターナショナルフェザー級王座決定戦          |
| 31           | 2015年11月28日 | ☆    | 4R       | KO           | ロドルフォ・プエンテ             | コロンビア       | WBAインターナショナル防衛1                         |
| 32           | 2016年4月22日  | ☆    | 10R      | 判定 3-0     | 溜田剛士（大橋）                 | 日本             |                                                    |
| 33           | 2017年10月21日 | ★    | 10R      | 判定 0-2     | レラト・ドラミニ                 | 南アフリカ共和国 |                                                    |
| 34           | 2018年4月6日   | ☆    | 8R 2:21  | KO           | トムソン・モクワナ               | 南アフリカ共和国 | WBOアフリカライト級王座決定戦                      |
| 35           | 2023年12月16日 | ★    | 8R       | 判定 0-3     | アベイド・ズーゴ                 | タンザニア       |                                                    |
| 36           | 2024年8月10日  | ★    | 8R       | 判定 0-3     | サイド・チノ                     | タンザニア       |                                                    |
| 37           | 2024年12月31日 | ★    | 7R       | TKO          | イブラヒム・クラス・ムジェンダー | タンザニア       |                                                    |
| テンプレート |                |      |          |              |                                  |                  |                                                    |

## 獲得タイトル
- 南アフリカバンタム級王座
- IBO世界バンタム級王座
- WBCインターナショナルスーパーバンタム級王座
- IBO世界フェザー級王座
- WBA世界フェザー級スーパー王座（防衛0=陥落）
- WBAインターナショナルフェザー級王座